# Holčíkovce
Holčíkovce (in ungherese Holcsík) è un comune della Slovacchia facente parte del distretto di Vranov nad Topľou, nella regione di Prešov.